# Liste polnischer Fernsehsender
Dies ist eine Liste der Fernsehsender in Polen. Enthalten sind neben den öffentlich-rechtlichen, die privaten Voll- und Spartensender, sowie regionale Lokalsender. Frei empfangbar sind die Programme meistens jedoch nur innerhalb Polens über Kabel, DVB-T und Antenne.
Ebenfalls wurden die polnischen Pay-TV-Sender mit aufgenommen, welche über Satellit, Kabel und IPTV empfangbar sind. Aufgenommen wurden alle drei Satellitenplatformen, Canal+, Polsat Box und Orange Polska. Letztere Plattform verbreitet ihr Programm zusätzlich über IPTV und Kabel. Zusätzlich wurden die Felder für die Übertragung per Kabel und DVB-T aufgenommen.
Anschließend werden alle eingestellten Sender aufgelistet.
Nicht vollständig aufgenommen sind lokale Fernsehprogramme, also Programme, die nur in einem sehr kleinen Sendegebiet über Antenne oder im Kabel zu empfangen sind.
1937 startete das erste Testprogramm der Telewizja Polska innerhalb Warschaus. Ein regelmäßiges Programm wurde ab 1952 gesendet. Ab 1970 nahm das zweite Programm seinen Sendebetrieb auf. Bis in die 1990er Jahre waren diese zwei Programme die einzigen polnischsprachigen Kanäle in Polen. 1993 erhielt schließlich Polonia 1 die erste landesweite Lizenz als privater Fernsehsender. Bereits 1992 sendete Polsat, heute einer der größten privaten Fernsehsender in Polen, sein Programm aus den Niederlanden aus. 1994 erhielt dieser Sender eine landesweite Lizenz in Polen, welche Polonia 1 zugunsten von Polsat verlor. In den kommenden Jahren starteten weitere private Fernsehsender, wie TVN, Nasza TV (heute TV 4), TV Niepokalanów (heute TV Puls), sowie der erste Bezahlfernsehsender Canal+. Heute existieren über 200 polnischsprachige Fernsehsender.

## Sender nach Rechtsform

### Öffentlich-rechtlich (Free-TV)
| Sendername                       | Senderlogo | Sendergruppe     | Bemerkung                        | Frei empfang- bar per Hot Bird | Cyfrowy Polsat               | nc+                          | Orange                       | Kabel                        | DVB-T                        | Marktanteile (2018) |
| -------------------------------- | ---------- | ---------------- | -------------------------------- | ------------------------------ | ---------------------------- | ---------------------------- | ---------------------------- | ---------------------------- | ---------------------------- | ------------------- |
| TVP1                             |            | Telewizja Polska | Vollprogramm                     |                                | X                            | X                            | X                            | X                            |                              | 8,79 %              |
| TVP1 HD                          |            | Telewizja Polska | Vollprogramm                     |                                | X                            | X                            | X                            | X                            | X                            | 8,79 %              |
| TVP2                             |            | Telewizja Polska | Vollprogramm                     |                                | X                            | X                            | X                            | X                            |                              | 8,34 %              |
| TVP2 HD                          |            | Telewizja Polska | Vollprogramm                     |                                | X                            | X                            | X                            | X                            | X                            | 8,34 %              |
| TVP3                             |            | Telewizja Polska | Regionalfernsehen                |                                | X                            | X                            | X                            | X                            | X                            | 8,23 %              |
| TVP ABC                          |            | Telewizja Polska | Kinder                           |                                |                              | X                            | X                            | X                            | X                            | 1,43 %              |
| TVP Historia                     |            | Telewizja Polska | Dokumentationen                  |                                | X                            | X                            | X                            | X                            | X                            | 1,45 %              |
| TVP Info                         |            | Telewizja Polska | Nachrichten                      | X                              |                              |                              |                              |                              |                              | 3,44 %              |
| TVP Info HD                      |            | Telewizja Polska | Nachrichten                      |                                | X                            | X                            | X                            | X                            | X                            | 3,44 %              |
| TVP Kultura                      |            | Telewizja Polska | Kultur                           |                                | X                            | X                            | X                            | X                            | X                            | 1,45 %              |
| TVP Polonia                      |            | Telewizja Polska | Auslandsfernsehen                | X                              | X                            | X                            | X                            | X                            |                              | 1,66 %              |
| TVP Rozrywka                     |            | Telewizja Polska | Unterhaltung                     |                                | X                            | X                            | X                            | X                            | X                            | 1,06 %              |
| TVP Rozrywka International       |            | Telewizja Polska | Unterhaltung International       | Auslandsfernsehen in den USA   | Auslandsfernsehen in den USA | Auslandsfernsehen in den USA | Auslandsfernsehen in den USA | Auslandsfernsehen in den USA | Auslandsfernsehen in den USA | 0,12 %              |
| Belsat TV                        |            | Telewizja Polska | Auslandsfernsehen (belarussisch) | Astra 4A                       |                              |                              |                              | X                            |                              | 1,10 %              |
| TVP HD                           |            | Telewizja Polska | Vollprogramm                     | X                              | X                            | X                            | X                            |                              |                              | 1,24 %              |
| TVP Seriale                      |            | Telewizja Polska | Serien                           | X                              | X                            | X                            | X                            | X                            |                              | 1,45 %              |
| TVP Sport                        |            | Telewizja Polska | Sport                            | X                              | X                            | X                            | X                            |                              | X                            | 1,90 %              |
| TVP Sport HD                     |            | Telewizja Polska | Sport                            | X                              | X                            | X                            | X                            |                              | X                            | 1,90 %              |
| TVP Wilno                        |            | Telewizja Polska | Auslandsfernsehen                |                                |                              |                              |                              |                              |                              | -                   |
| „–“ Keine Marktanteile vorhanden |            |                  |                                  |                                |                              |                              |                              |                              |                              |                     |

### Privat-rechtlich (Free-TV)
| Sendername                       | Senderlogo | Sendergruppe                  | Bemerkung       | Frei empfang- bar per Hot Bird | Cyfrowy Polsat | nc+ | Orange | Kabel | DVB-T           | Marktanteile (2013) | Marktanteile (2012) |
| -------------------------------- | ---------- | ----------------------------- | --------------- | ------------------------------ | -------------- | --- | ------ | ----- | --------------- | ------------------- | ------------------- |
| 4Fun TV                          |            | 4fun Media                    | Musik           | X                              | X              | X   | X      | X     | X (Lokalsender) | 0,26 %              | 0,31 %              |
| Eska TV                          |            | Grupa Radiowa Time            | Musik           | X                              | X              | X   | X      | X     | X               | 0,61 %              | 0,34 %              |
| Fokus TV                         |            | ZPR                           | Dokumentationen | X                              | X              | X   | X      | X     | X               | —                   | —                   |
| Fokus TV HD                      |            | ZPR                           | Dokumentationen |                                |                |     |        | X     |                 | —                   | —                   |
| NUTA GOLD                        |            | MNI MWE                       | Musik           | X                              | X              | X   | X      | X     |                 | 0,14 %              | 0,09 %              |
| Xtreme tv                        |            | MWE                           | Teleshopping    | X                              | X              | X   | X      | X     |                 | —                   | —                   |
| 4Fun Kids                        |            | 4fun Media                    | Musik           | X                              | X              | X   | X      | X     |                 | —                   | —                   |
| Novela TV                        |            | Polcast Television            | Serien          | X                              | X              | X   | X      | X     |                 | —                   | —                   |
| Novela TV HD                     |            | Polcast Television            | Serien          |                                |                |     |        | X     |                 | —                   | —                   |
| Polo TV                          |            | Grupa Radiowa Time            | Musik           | X                              | X              | X   | X      | X     | X               | 0,73 %              | 0,42 %              |
| Polonia 1                        |            | Polcast Television            | Vollprogramm    | X                              | X              | X   | X      | X     |                 | 0,07 %              | 0,05 %              |
| Polsat                           |            | Telewizja Polsat              | Vollprogramm    |                                | X              | X   | X      | X     | X               | 12,24 %             | 13,97 %             |
| Polsat HD                        |            | Telewizja Polsat              | Vollprogramm    |                                | X              | X   | X      | X     |                 | 12,24 %             | 13,97 %             |
| Power TV                         |            | Michał Winnicki Entertainment | Musik           | X                              | X              | X   | X      | X     | X               | —                   | —                   |
| Power TV HD                      |            | Michał Winnicki Entertainment | Musik           |                                |                |     |        | X     |                 | —                   | —                   |
| Puls 2                           |            | Telewizja Puls                | Vollprogramm    |                                |                | X   | X      | X     | X               | 1,07 %              | 0,14 %              |
| Puls 2 HD                        |            | Telewizja Puls                | Vollprogramm    |                                |                |     |        | X     |                 | 1,07 %              | 0,14 %              |
| Stars.TV                         |            | STARS.TV                      | Musik           | X                              | X              | X   | X      | X     |                 | 0,04 %              | —                   |
| Stars.TV HD                      |            | STARS.TV                      | Musik           |                                |                |     |        | X     |                 | 0,04 %              | —                   |
| Stopklatka TV                    |            | Kino Polska TV                | Film            |                                | X              | X   | X      | X     | X               | —                   | —                   |
| Stopklatka TV HD                 |            | Kino Polska TV                | Film            |                                |                |     |        | X     |                 | —                   | —                   |
| Tele 5                           |            | Polcast Television            | Vollprogramm    | X                              | X              | X   | X      | X     |                 | 0,24 %              | 0,28 %              |
| Tele 5 HD                        |            | Polcast Television            | Vollprogramm    |                                |                |     |        | X     |                 | 0,24 %              | 0,28 %              |
| TV 4                             |            | Polskie Media                 | Vollprogramm    |                                | X              | X   | X      | X     | X               | 2,97 %              | 2,49 %              |
| TV 4 HD                          |            | Polskie Media                 | Vollprogramm    |                                | X              |     |        |       |                 | 2,97 %              | 2,49 %              |
| TV6 HD                           |            | Polskie Media                 | Vollprogramm    |                                | X              | X   | X      | X     | X               | 0,61 %              | 0,20 %              |
| TV Puls                          |            | Telewizja Puls                | Vollprogramm    |                                | X              | X   | X      | X     | X               | 3,08 %              | 2,33 %              |
| TV Puls HD                       |            | Telewizja Puls                | Vollprogramm    |                                |                |     |        | X     |                 | 3,08 %              | 2,33 %              |
| 4Fun Dance                       |            | 4fun Media                    | Musik           | X                              | X              | X   | X      | X     | X (Lokalsender) | 0,08 %              | 0,07 %              |
| TVN                              |            | TVN, ITI-Gruppe               | Vollprogramm    |                                | X              | X   | X      | X     | X               | 12,54 %             | 13,93 %             |
| TVN HD                           |            | TVN, ITI-Gruppe               | Vollprogramm    |                                | X              | X   | X      | X     | X (Testsender)  | 12,54 %             | 13,93 %             |
| TVN 7                            |            | TVN, ITI-Gruppe               | Vollprogramm    |                                | X              | X   | X      | X     | X               | 3,54 %              | 2,53 %              |
| TVN 7 HD                         |            | TVN, ITI-Gruppe               | Vollprogramm    |                                | X              | X   | X      | X     | X (Testsender)  | 3,54 %              | 2,53 %              |
| TV Trwam                         |            | Fundacja Lux Veritatis        | Religion        | X (Astra)                      |                |     |        | X     | X               | —                   | —                   |
| TTV                              |            | TVN                           | Lifestyle       |                                | X              | X   | X      | X     | X               | 1,02 %              | 0,31 %              |
| TTV HD                           |            | TVN                           | Lifestyle       |                                | X              |     |        |       | X (Testsender)  | 1,02 %              | 0,31 %              |
| VOX Music TV                     |            | ZPR Media                     | Musik           | X                              | X              | X   | X      | X     | X (Lokalsender) | —                   | —                   |
| Water Planet                     |            | Polcast Television            | Dokumentationen | X                              | X              | X   | X      | X     |                 | —                   | —                   |
| Water Planet HD                  |            | Polcast Television            | Dokumentationen |                                |                |     |        | X     |                 | —                   | —                   |
| „–“ Keine Marktanteile vorhanden |            |                               |                 |                                |                |     |        |       |                 |                     |                     |

### Privat-rechtlich (Pay-TV)
| Sendername                       | Senderlogo | Sendergruppe                               | Bemerkung                  | Cyfrowy Polsat                            | nc+                                       | Orange                                    | Kabel                                     | DVB-T                                     | Marktanteile (2013) | Marktanteile (2012) |
| -------------------------------- | ---------- | ------------------------------------------ | -------------------------- | ----------------------------------------- | ----------------------------------------- | ----------------------------------------- | ----------------------------------------- | ----------------------------------------- | ------------------- | ------------------- |
| 13 Ulica                         |            | Universal Networks International, Comcast  | Spielfilme & Serien        | X                                         | X                                         | X                                         | X                                         |                                           | 0,25 %              | 0,32 %              |
| Ale Kino+                        |            | Canal+ Cyfrowy                             | Spielfilme & Serien        |                                           |                                           |                                           | X                                         |                                           | 0,22 %              | 0,29 %              |
| Ale Kino+ HD                     |            | Canal+ Cyfrowy                             | Spielfilme & Serien        |                                           | X                                         | X                                         | X                                         |                                           | 0,22 %              | 0,29 %              |
| Animal Planet HD                 |            | Warner Bros. Discovery                     | Dokumentationen            | X                                         | X                                         | X                                         | X                                         |                                           | —                   | —                   |
| AXN                              |            | Sony Pictures Entertainment                | Spielfilme & Serien        | X                                         |                                           |                                           | X                                         |                                           | 0,77 %              | 0,81 %              |
| AXN HD                           |            | Sony Pictures Entertainment                | Spielfilme & Serien        | X                                         | X                                         | X                                         | X                                         |                                           | 0,77 %              | 0,81 %              |
| AXN Black                        |            | Sony Pictures Entertainment                | Spielfilme & Serien        | X                                         | X                                         | X                                         | X                                         |                                           | 0,06 %              | 0,05 %              |
| AXN Spin                         |            | Sony Pictures Entertainment                | Serien & Animes            |                                           |                                           |                                           | X                                         |                                           | 0,01 %              | —                   |
| AXN Spin HD                      |            | Sony Pictures Entertainment                | Serien & Animes            | X                                         | X                                         | X                                         | X                                         |                                           | 0,01 %              | —                   |
| AXN White                        |            | Sony Pictures Entertainment                | Spielfilme & Serien        | X                                         | X                                         | X                                         | X                                         |                                           | 0,09 %              | 0,11 %              |
| Baby TV                          |            | FOX International Channels Poland          | Kinder                     |                                           | X                                         | X                                         | X                                         |                                           | —                   | —                   |
| BBC First HD                     |            | BBC                                        | Allgemein                  | X                                         | X                                         | X                                         | X                                         |                                           | —                   | —                   |
| BBC Brit                         |            | BBC                                        | Entertainment              |                                           |                                           |                                           | X                                         |                                           | 0,12 %              | 0,14 %              |
| BBC Brit HD                      |            | BBC                                        | Entertainment              | X                                         | X                                         | X                                         | X                                         |                                           | 0,12 %              | 0,14 %              |
| BBC CBeebies                     |            | BBC                                        | Kinder                     | X                                         | X                                         | X                                         | X                                         |                                           | 0,17 %              | 0,10 %              |
| BBC Earth                        |            | BBC                                        | Dokumentationen            | X                                         |                                           |                                           | X                                         |                                           | 0,13 %              | 0,11 %              |
| BBC Earth HD                     |            | BBC                                        | Dokumentationen            |                                           | X                                         | X                                         | X                                         |                                           | 0,13 %              | 0,11 %              |
| BBC Lifestyle                    |            | BBC                                        | Lifestyle                  | X                                         | X                                         | X                                         | X                                         |                                           | 0,06 %              | 0,06 %              |
| Boomerang HD                     |            | Time Warner                                | Kinder                     | X                                         | X                                         | X                                         | X                                         |                                           | 0,15 %              | 0,17 %              |
| Canal+                           |            | Canal+ Cyfrowy                             | Spielfilme & Serien        |                                           |                                           |                                           | X                                         |                                           | 0,17 %              | 0,12 %              |
| Canal+ HD                        |            | Canal+ Cyfrowy                             | Spielfilme & Serien        |                                           | X                                         | X                                         | X                                         |                                           | 0,17 %              | 0,12 %              |
| Canal+ Family                    |            | Canal+ Cyfrowy                             | Spielfilme, Serien & Sport |                                           |                                           |                                           | X                                         |                                           | 0,13 %              | —                   |
| Canal+ Family HD                 |            | Canal+ Cyfrowy                             | Spielfilme, Serien & Sport |                                           | X                                         | X                                         | X                                         |                                           | 0,13 %              | —                   |
| Canal+ 1                         |            | Canal+ Cyfrowy                             | Spielfilme, Serien & Sport |                                           |                                           |                                           | X                                         |                                           | 0,06 %              | —                   |
| Canal+ 1 HD                      |            | Canal+ Cyfrowy                             | Spielfilme, Serien & Sport |                                           | X                                         | X                                         | X                                         |                                           | 0,06 %              | —                   |
| Canal+ Film                      |            | Canal+ Cyfrowy                             | Spielfilme & Serien        |                                           |                                           |                                           | X                                         |                                           | 0,12 %              | 0,10 %              |
| Canal+ Film HD                   |            | Canal+ Cyfrowy                             | Spielfilme & Serien        |                                           | X                                         | X                                         | X                                         |                                           | 0,12 %              | 0,10 %              |
| Canal+ Seriale                   |            | Canal+ Cyfrowy                             | Spielfilme & Serien        |                                           |                                           |                                           | X                                         |                                           | 0,06 %              | —                   |
| Canal+ Seriale HD                |            | Canal+ Cyfrowy                             | Spielfilme & Serien        |                                           | X                                         | X                                         | X                                         |                                           | 0,06 %              | —                   |
| Canal+ Sport                     |            | Canal+ Cyfrowy                             | Sport                      |                                           |                                           |                                           | X                                         |                                           | 0,20 %              | 0,18 %              |
| Canal+ Sport HD                  |            | Canal+ Cyfrowy                             | Sport                      |                                           | X                                         | X                                         | X                                         |                                           | 0,20 %              | 0,18 %              |
| Cartoon Network                  |            | Time Warner                                | Kinder                     | X                                         | X                                         | X                                         | X                                         |                                           | 0,52 %              | 0,74 %              |
| CBS Action                       |            | CBS Corporation, Chello Zone               | Spielfilme & Serien        | X                                         | X                                         | X                                         | X                                         |                                           | 0,04 %              | 0,08 %              |
| CBS Europa                       |            | CBS Corporation, Chello Zone               | Spielfilme & Serien        | X                                         | X                                         | X                                         | X                                         |                                           | 0,13 %              | 0,19 %              |
| CBS Reality                      |            | CBS Corporation, Chello Zone               | Reality                    | X                                         | X                                         | X                                         | X                                         |                                           | 0,09 %              | 0,15 %              |
| Crime+Investigation Polsat       |            | Telewizja Polsat                           | Dokumentationen            | X                                         | X                                         | X                                         | X                                         |                                           | 0,10 %              | 0,09 %              |
| Cinemax                          |            | HBO Central Europe                         | Spielfilme & Serien        |                                           |                                           |                                           | X                                         |                                           | 0,03 %              | 0,03 %              |
| Cinemax HD                       |            | HBO Central Europe                         | Spielfilme & Serien        | X                                         | X                                         | X                                         | X                                         |                                           | 0,03 %              | 0,03 %              |
| Cinemax 2                        |            | HBO Central Europe                         | Spielfilme & Serien        |                                           |                                           |                                           | X                                         |                                           | 0,02 %              | 0,03 %              |
| Cinemax 2 HD                     |            | HBO Central Europe                         | Spielfilme & Serien        | X                                         | X                                         | X                                         | X                                         |                                           | 0,02 %              | 0,03 %              |
| Comedy Central Polska            |            | Viacom International Media Networks Polska | Serien                     | X                                         | X                                         | X                                         | X                                         | X                                         | 0,36 %              | 0,41 %              |
| Comedy Central HD                |            | Viacom International Media Networks Polska | Serien                     | X                                         | X                                         | X                                         | X                                         |                                           | 0,36 %              | 0,41 %              |
| Polsat Comedy Central Extra      |            | Viacom International Media Networks Polska | Serien                     | X                                         | X                                         | X                                         | X                                         |                                           | 0,15 %              | 0,18 %              |
| Da Vinci                         |            | Da Vinci Media                             | Wissen                     | X                                         | X                                         | X                                         | X                                         |                                           | —                   | —                   |
| Disco Polo Music                 |            | Telewizja Polsat                           | Musik                      | X                                         | X                                         | X                                         | X                                         |                                           | —                   | —                   |
| Discovery Channel                |            | Warner Bros. Discovery                     | Dokumentationen            | X                                         |                                           |                                           | X                                         |                                           | 0,71 %              | 0,59 %              |
| Discovery Channel HD             |            | Warner Bros. Discovery                     | Dokumentationen            | X                                         | X                                         | X                                         | X                                         |                                           | 0,71 %              | 0,59 %              |
| Discovery Life                   |            | Warner Bros. Discovery                     | Entertainment              | X                                         | X                                         | X                                         | X                                         |                                           | —                   | —                   |
| Discovery Historia               |            | Warner Bros. Discovery                     | Dokumentationen            |                                           | X                                         | X                                         | X                                         |                                           | 0,04 %              | 0,04 %              |
| Discovery Science                |            | Warner Bros. Discovery                     | Dokumentationen            | X                                         | X                                         | X                                         | X                                         |                                           | 0,28 %              | 0,26 %              |
| DTX                              |            | Warner Bros. Discovery                     | Dokumentationen            | X                                         |                                           |                                           | X                                         |                                           | 0,04 %              | —                   |
| DTX HD                           |            | Warner Bros. Discovery                     | Dokumentationen            |                                           | X                                         | X                                         | X                                         |                                           | 0,04 %              | —                   |
| Disney Channel                   |            | The Walt Disney Company                    | Kinder                     | X                                         | X                                         | X                                         | X                                         |                                           | 0,65 %              | 0,80 %              |
| Disney Junior                    |            | The Walt Disney Company                    | Kinder                     | X                                         | X                                         | X                                         | X                                         |                                           | 0,58 %              | 0,61 %              |
| Disney XD                        |            | The Walt Disney Company                    | Kinder                     | X                                         | X                                         | X                                         | X                                         |                                           | 0,42 %              | 0,63 %              |
| Canal+ Domo                      |            | Canal+ Cyfrowy                             | Lifestyle                  |                                           |                                           |                                           | X                                         |                                           | 0,10 %              | 0,10 %              |
| Canal+ Domo HD                   |            | Canal+ Cyfrowy                             | Lifestyle                  |                                           | X                                         | X                                         | X                                         |                                           | 0,10 %              | 0,10 %              |
| E! Entertainment Television      |            | NBC Universal                              | Lifestyle                  | X                                         | X                                         | X                                         | X                                         |                                           | —                   | —                   |
| E! Entertainment HD              |            | NBC Universal                              | Lifestyle                  |                                           |                                           |                                           | X                                         |                                           | —                   | —                   |
| Red Carpet                       |            | WSSE                                       | Bildung                    |                                           |                                           |                                           | X                                         |                                           | —                   | —                   |
| Red Carpet HD                    |            | WSSE                                       | Bildung                    |                                           |                                           |                                           | X                                         |                                           | —                   | —                   |
| Eurosport 1                      |            | Warner Bros. Discovery                     | Sport                      | X                                         |                                           |                                           | X                                         |                                           | 0,68 %              | 0,72 %              |
| Eurosport 1 HD                   |            | Warner Bros. Discovery                     | Sport                      | X                                         | X                                         | X                                         | X                                         |                                           | 0,68 %              | 0,72 %              |
| Eurosport 2                      |            | Warner Bros. Discovery                     | Sport                      | X                                         |                                           |                                           | X                                         |                                           | 0,20 %              | 0,15 %              |
| Eurosport 2 HD                   |            | Warner Bros. Discovery                     | Sport                      | X                                         | X                                         | X                                         | X                                         |                                           | 0,20 %              | 0,15 %              |
| Aventure Extreme                 |            | Chellomedia                                | Sport                      | X                                         | X                                         | X                                         | X                                         |                                           | 0,06 %              | 0,08 %              |
| Active Family                    |            | R.D.F. Broadcasting                        | Sport                      |                                           |                                           |                                           | X                                         |                                           | —                   | —                   |
| Active Family HD                 |            | R.D.F. Broadcasting                        | Sport                      |                                           |                                           |                                           | X                                         |                                           | —                   | —                   |
| Fightbox                         |            | SPI International                          | Sport                      | X                                         | X                                         | X                                         | X                                         |                                           | —                   | —                   |
| Fightbox HD                      |            | SPI International                          | Sport                      |                                           |                                           |                                           | X                                         |                                           | —                   | —                   |
| Fightklub                        |            | IKO Media Group                            | Sport                      | X                                         |                                           |                                           | X                                         |                                           | —                   | —                   |
| Fightklub HD                     |            | IKO Media Group                            | Sport                      |                                           |                                           |                                           | X                                         |                                           | —                   | —                   |
| Kino TV HD                       |            | Kino Polska S.A.                           | Spielfilme & Serien        | X                                         | X                                         | X                                         | X                                         |                                           | 0,15 %              | 0,18 %              |
| Filmbox Action                   |            | SPI International                          | Spielfilme & Serien        | X                                         | X                                         | X                                         | X                                         |                                           | —                   | —                   |
| Filmbox Arthouse                 |            | SPI International                          | Spielfilme                 | X                                         |                                           |                                           | X                                         |                                           | —                   | —                   |
| Filmbox Arthouse HD              |            | SPI International                          | Spielfilme                 |                                           |                                           |                                           | X                                         |                                           | —                   | —                   |
| Filmbox Extra HD                 |            | SPI International                          | Spielfilme & Serien        | X                                         | X                                         | X                                         | X                                         |                                           | —                   | —                   |
| Filmbox Family                   |            | SPI International                          | Spielfilme & Serien        | X                                         | X                                         | X                                         | X                                         |                                           | —                   | —                   |
| FOX                              |            | FOX International Channels Poland          | Serien                     | X                                         |                                           |                                           | X                                         |                                           | 0,08 %              | 0,05 %              |
| FOX HD                           |            | FOX International Channels Poland          | Serien                     | X                                         | X                                         | X                                         | X                                         |                                           | 0,08 %              | 0,05 %              |
| FOX Comedy                       |            | FOX International Channels Poland          | Serien                     | X                                         |                                           |                                           | X                                         |                                           | —                   | —                   |
| FOX Comedy HD                    |            | FOX International Channels Poland          | Serien                     | X                                         | X                                         | X                                         | X                                         |                                           | —                   | —                   |
| Polsat Games                     |            | Polsat Media                               | Computerspiele             |                                           |                                           |                                           | X                                         |                                           | —                   | —                   |
| HBO                              |            | HBO Central Europe                         | Spielfilme & Serien        |                                           |                                           |                                           | X                                         |                                           | 0,20 %              | 0,26 %              |
| HBO HD                           |            | HBO Central Europe                         | Spielfilme & Serien        | X                                         | X                                         | X                                         | X                                         |                                           | 0,20 %              | 0,26 %              |
| HBO 2                            |            | HBO Central Europe                         | Spielfilme & Serien        |                                           |                                           |                                           | X                                         |                                           | 0,11 %              | 0,16 %              |
| HBO 2 HD                         |            | HBO Central Europe                         | Spielfilme & Serien        | X                                         | X                                         | X                                         | X                                         |                                           | 0,11 %              | 0,16 %              |
| HBO 3                            |            | HBO Central Europe                         | Spielfilme & Serien        |                                           |                                           |                                           | X                                         |                                           | 0,09 %              | 0,12 %              |
| HBO 3 HD                         |            | HBO Central Europe                         | Spielfilme & Serien        | X                                         | X                                         | X                                         | X                                         |                                           | 0,09 %              | 0,12 %              |
| History                          |            | A&E Television Networks                    | Dokumentationen            | X                                         |                                           |                                           | X                                         |                                           | 0,23 %              | 0,18 %              |
| History HD                       |            | A&E Television Networks                    | Dokumentationen            | X                                         | X                                         | X                                         | X                                         |                                           | 0,23 %              | 0,18 %              |
| ID                               |            | Warner Bros. Discovery                     | Dokumentationen            | X                                         | X                                         | X                                         | X                                         |                                           | 0,29 %              | 0,15 %              |
| ID HD                            |            | Warner Bros. Discovery                     | Dokumentationen            | X                                         | X                                         | X                                         | X                                         |                                           | 0,29 %              | 0,15 %              |
| iTVN                             |            | TVN, ITI-Gruppe                            | Auslandsfernsehen          | Bezahlfernsehen im Ausland                | Bezahlfernsehen im Ausland                | Bezahlfernsehen im Ausland                | Bezahlfernsehen im Ausland                | Bezahlfernsehen im Ausland                | —                   | —                   |
| iTVN Extra                       |            | TVN, ITI-Gruppe                            | Auslandsfernsehen          | Bezahlfernsehen im Ausland                | Bezahlfernsehen im Ausland                | Bezahlfernsehen im Ausland                | Bezahlfernsehen im Ausland                | Bezahlfernsehen im Ausland                | —                   | —                   |
| Kino Polska                      |            | Kino Polska TV, SPI International          | Spielfilme & Serien        | X                                         | X                                         | X                                         | X                                         | X                                         | 0,72 %              | 0,67 %              |
| Kino Polska Muzyka               |            | Kino Polska TV, SPI International          | Musik                      | X                                         | X                                         | X                                         | X                                         |                                           | 0,02 %              | 0,02 %              |
| Canal+ Kuchnia                   |            | Canal+ Cyfrowy                             | Kochen                     |                                           |                                           |                                           | X                                         |                                           | 0,14 %              | 0,12 %              |
| Canal+ Kuchnia HD                |            | Canal+ Cyfrowy                             | Kochen                     |                                           | X                                         | X                                         | X                                         |                                           | 0,14 %              | 0,12 %              |
| History 2 HD                     |            | A&E Televisions                            | Doku                       |                                           |                                           |                                           | X                                         |                                           | 0,01 %              | 0,03 %              |
| History 2 HD                     |            | A&E Televisions                            | Doku                       |                                           |                                           |                                           | X                                         |                                           | 0,01 %              | 0,03 %              |
| AMC HD                           |            | CBS Corporation                            | Spielfilme                 |                                           | X                                         | X                                         | X                                         |                                           | —                   | —                   |
| MiniMini+                        |            | Canal+ Cyfrowy                             | Kinder                     |                                           |                                           |                                           | X                                         |                                           | 0,77 %              | 0,63 %              |
| MiniMini+ HD                     |            | Canal+ Cyfrowy                             | Kinder                     |                                           | X                                         | X                                         | X                                         |                                           | 0,77 %              | 0,63 %              |
| Motowizja                        |            | Motowizja Sp. z o.o.                       | Motorik                    |                                           | X                                         | X                                         | X                                         |                                           | —                   | —                   |
| Motowizja HD                     |            | Motowizja Sp. z o.o.                       | Motorik                    |                                           |                                           |                                           | X                                         |                                           | —                   | —                   |
| MTV                              |            | Viacom International Media Networks Polska | Reality, Musik             | X                                         | X                                         | X                                         | X                                         |                                           | 0,12 %              | 0,14 %              |
| National Geographic Channel      |            | FOX International Channels Poland          | Dokumentationen            | X                                         |                                           | X                                         | X                                         |                                           | 0,50 %              | 0,52 %              |
| National Geographic Channel HD   |            | FOX International Channels Poland          | Dokumentationen            | X                                         | X                                         | X                                         | X                                         |                                           | 0,50 %              | 0,52 %              |
| National Geographic Wild         |            | FOX International Channels Poland          | Dokumentationen            | X                                         |                                           |                                           | X                                         |                                           | 0,18 %              | 0,14 %              |
| National Geographic Wild HD      |            | FOX International Channels Poland          | Dokumentationen            | X                                         | X                                         | X                                         | X                                         |                                           | 0,18 %              | 0,14 %              |
| Nickelodeon Polska               |            | Viacom International Media Networks Polska | Kinder                     | X                                         | X                                         | X                                         | X                                         | X                                         | 0,62 %              | 0,56 %              |
| NickToons Polska HD              |            | Viacom International Media Networks Polska | Kinder                     | X                                         | X                                         | X                                         | X                                         |                                           | 0,25 %              | —                   |
| Nick Jr.                         |            | Viacom International Media Networks Polska | Kinder                     | X                                         | X                                         | X                                         | X                                         |                                           | 0,27 %              | —                   |
| Canal+ Sport 5                   |            | ITI-Gruppe                                 | Sport                      |                                           |                                           |                                           | X                                         |                                           | 0,14 %              | 0,03 %              |
| Canal+ Sport 5 HD                |            | ITI-Gruppe                                 | Sport                      |                                           | X                                         | X                                         | X                                         |                                           | 0,14 %              | 0,03 %              |
| Paramount Channel HD             |            | Viacom International Media Networks Polska | Spielfilme                 | X                                         | X                                         | X                                         | X                                         |                                           | —                   | —                   |
| Planete+                         |            | Canal+ Cyfrowy                             | Dokumentationen            |                                           |                                           |                                           | X                                         |                                           | 0,15 %              | 0,18 %              |
| Planete+ HD                      |            | Canal+ Cyfrowy                             | Dokumentationen            |                                           | X                                         | X                                         | X                                         |                                           | 0,15 %              | 0,18 %              |
| Polsat 2                         |            | Telewizja Polsat                           | Vollprogramm               | X                                         | X                                         | X                                         | X                                         |                                           | 1,79 %              | 1,37 %              |
| Polsat 2 HD                      |            | Telewizja Polsat                           | Vollprogramm               | X                                         |                                           |                                           |                                           |                                           | 1,79 %              | 1,37 %              |
| Polsat Café                      |            | Telewizja Polsat                           | Lifestyle                  | X                                         | X                                         | X                                         | X                                         |                                           | 0,32 %              | 0,29 %              |
| Polsat Café HD                   |            | Telewizja Polsat                           | Lifestyle                  | X                                         |                                           |                                           |                                           |                                           | 0,32 %              | 0,29 %              |
| Polsat Film                      |            | Telewizja Polsat                           | Spielfilme & Serien        | X                                         | X                                         | X                                         | X                                         | X                                         | 0,42 %              | 0,31 %              |
| Polsat Film HD                   |            | Telewizja Polsat                           | Spielfilme & Serien        | X                                         | X                                         | X                                         | X                                         |                                           | 0,42 %              | 0,31 %              |
| Food Network                     |            | TVN                                        | Kochen                     | X                                         |                                           |                                           | X                                         |                                           | 0,05 %              | —                   |
| Polsat JimJam                    |            | CBS Corporation Chello Zone                | Kinder                     | X                                         | X                                         | X                                         | X                                         |                                           | 0,28 %              | 0,33 %              |
| Polsat News                      |            | Telewizja Polsat                           | Nachrichten                | X                                         | X                                         | X                                         | X                                         | X                                         | 1,04 %              | 0,90 %              |
| Polsat News HD                   |            | Telewizja Polsat                           | Nachrichten                | X                                         |                                           |                                           | X                                         |                                           | 1,04 %              | 0,90 %              |
| Polsat News 2                    |            | Telewizja Polsat                           | Nachrichten                | X                                         | X                                         | X                                         | X                                         |                                           | —                   | —                   |
| Polsat Play                      |            | Telewizja Polsat                           | Lifestyle                  | X                                         | X                                         | X                                         | X                                         |                                           | 0,47 %              | 0,33 %              |
| Polsat Play HD                   |            | Telewizja Polsat                           | Lifestyle                  | X                                         | X                                         | X                                         |                                           |                                           | 0,47 %              | 0,33 %              |
| Polsat Seriale                   |            | Telewizja Polsat                           | Spielfilme & Serien        | X                                         | X                                         | X                                         | X                                         |                                           | 0,02 %              | —                   |
| Polsat Sport                     |            | Telewizja Polsat                           | Sport                      | X                                         |                                           |                                           | X                                         | X                                         | 0,77 %              | 0,64 %              |
| Polsat Sport HD                  |            | Telewizja Polsat                           | Sport                      | X                                         |                                           |                                           | X                                         |                                           | 0,77 %              | 0,64 %              |
| Polsat Sport Extra               |            | Telewizja Polsat                           | Sport                      | X                                         |                                           |                                           | X                                         | X                                         | 0,17 %              | 0,15 %              |
| Polsat Sport Extra HD            |            | Telewizja Polsat                           | Sport                      | X                                         |                                           |                                           | X                                         |                                           | 0,17 %              | 0,15 %              |
| Polsat Sport Fight HD            |            | Telewizja Polsat                           | Sport                      | X                                         |                                           |                                           |                                           |                                           | —                   | —                   |
| Polsat Sport News                |            | Telewizja Polsat                           | Sportnachrichten           |                                           | X                                         | X                                         | X                                         |                                           | 0,38 %              | 0,06 %              |
| Polsat Sport News HD             |            | Telewizja Polsat                           | Sportnachrichten           | X                                         |                                           |                                           |                                           |                                           | 0,38 %              | 0,06 %              |
| Polsat Viasat Explore HD         |            | Telewizja Polsat, Viasat                   | Dokumentationen            | X                                         |                                           |                                           | X                                         |                                           | 0,04 %              | 0,01 %              |
| Polsat Rodzina HD                |            | Telewizja Polsat, Viasat                   | Vollprogramm               | X                                         |                                           |                                           | X                                         |                                           | 0,14 %              | 0,03 %              |
| Polsat Viasat Nature             |            | Telewizja Polsat, Viasat                   | Dokumentationen            | X                                         |                                           |                                           | X                                         |                                           | 0,03 %              | —                   |
| Polvision                        |            | Walter Kotaba                              | Auslandsfernsehen          | Auslandssender in den Vereinigten Staaten | Auslandssender in den Vereinigten Staaten | Auslandssender in den Vereinigten Staaten | Auslandssender in den Vereinigten Staaten | Auslandssender in den Vereinigten Staaten | —                   | —                   |
| Romance TV                       |            | Mainstream Media                           | Serien                     |                                           |                                           |                                           | X                                         |                                           | —                   | —                   |
| Romance TV HD                    |            | Mainstream Media                           | Serien                     | X                                         | X                                         | X                                         | X                                         |                                           | —                   | —                   |
| SciFi                            |            | Universal Networks International, Comcast  | Spielfilme & Serien        | X                                         | X                                         | X                                         | X                                         |                                           | —                   | —                   |
| Sportklub                        |            | IKO Media Group                            | Sport                      |                                           | X                                         | X                                         | X                                         |                                           | —                   | —                   |
| Sundance TV                      |            | CBS Corporation                            | Spielfilme & Serien        |                                           |                                           |                                           | X                                         |                                           | —                   | —                   |
| Sundance TV HD                   |            | CBS Corporation                            | Spielfilme & Serien        | X                                         | X                                         | X                                         | X                                         |                                           | —                   | —                   |
| Wydarzenia 24                    |            | Ster                                       | Nachrichten                | X                                         | X                                         | X                                         | X                                         |                                           | 0,21 %              | 0,23 %              |
| teleTOON+                        |            | Canal+ Cyfrowy                             | Kinder                     |                                           |                                           |                                           | X                                         |                                           | 0,17 %              | 0,14 %              |
| teleTOON+ HD                     |            | Canal+ Cyfrowy                             | Kinder                     |                                           | X                                         | X                                         | X                                         |                                           | 0,17 %              | 0,14 %              |
| TLC                              |            | Warner Bros. Discovery                     | Lifestyle                  | X                                         |                                           |                                           | X                                         |                                           | 0,41 %              | 0,46 %              |
| TLC HD                           |            | Warner Bros. Discovery                     | Lifestyle                  | X                                         | X                                         | X                                         | X                                         |                                           | 0,41 %              | 0,46 %              |
| Travel Channel                   |            | TVN                                        | Reisen                     | X                                         | X                                         | X                                         | X                                         |                                           | 0,07 %              | 0,08 %              |
| Travel Channel HD                |            | TVN                                        | Reisen                     |                                           |                                           |                                           | X                                         |                                           | 0,07 %              | 0,08 %              |
| Warner tv                        |            | Time Warner                                | Spielfilme & Serien        | X                                         | X                                         | X                                         | X                                         |                                           | 0,15 %              | 0,17 %              |
| TV Republika                     |            | Telewizja Niezależna                       | Nachrichten                | X                                         | X                                         | X                                         | X                                         |                                           | —                   | —                   |
| TV Republika HD                  |            | Telewizja Niezależna                       | Nachrichten                |                                           |                                           |                                           | X                                         |                                           | —                   | —                   |
| TVN24                            |            | TVN, ITI-Gruppe                            | Nachrichten                | X                                         | X                                         | X                                         | X                                         |                                           | 3,12 %              | 3,06 %              |
| TVN24 HD                         |            | TVN, ITI-Gruppe                            | Nachrichten                |                                           | X                                         | X                                         | X                                         |                                           | 3,12 %              | 3,06 %              |
| TVN24 BiŚ                        |            | TVN, ITI-Gruppe                            | Business                   | X                                         | X                                         | X                                         | X                                         |                                           | 0,05 %              | 0,06 %              |
| TVN24 BiŚ HD                     |            | TVN, ITI-Gruppe                            | Business                   |                                           |                                           |                                           |                                           |                                           | 0,05 %              | 0,06 %              |
| HGTV                             |            | TVN                                        | Renovieren, Garten         | X                                         | X                                         | X                                         | X                                         |                                           | 0,11 %              | 0,13 %              |
| TVN Style                        |            | TVN, ITI-Gruppe                            | Lifestyle                  | X                                         | X                                         | X                                         | X                                         |                                           | 0,69 %              | 0,58 %              |
| TVN Style HD                     |            | TVN, ITI-Gruppe                            | Lifestyle                  |                                           | X                                         | X                                         | X                                         |                                           | 0,69 %              | 0,58 %              |
| TVN Turbo                        |            | TVN, ITI-Gruppe                            | Sport                      | X                                         | X                                         | X                                         | X                                         |                                           | 0,46 %              | 0,49 %              |
| TVN Turbo HD                     |            | TVN, ITI-Gruppe                            | Sport                      |                                           | X                                         | X                                         | X                                         |                                           | 0,46 %              | 0,49 %              |
| Home tv                          |            | MWE                                        | Landwirtschaft             | X                                         |                                           |                                           | X                                         | X                                         | 0,03 %              | 0,03 %              |
| Home tv HD                       |            | MWE                                        | Landwirtschaft             |                                           |                                           |                                           | X                                         |                                           | 0,03 %              | 0,03 %              |
| MTV 00s                          |            | Viacom International Media Networks Polska | Musik                      |                                           | X                                         | X                                         | X                                         |                                           | —                   | —                   |
| Polsat Viasat History HD         |            | Polsat, Viasat                             | Dokumentationen            |                                           |                                           |                                           | X                                         |                                           | —                   | —                   |
| NickMusic                        |            | Viacom International Media Networks Polska | Musik                      | X                                         | X                                         | X                                         | X                                         |                                           | 0,24 %              | 0,41 %              |
| „–“ Keine Marktanteile vorhanden |            |                                            |                            |                                           |                                           |                                           |                                           |                                           |                     |                     |

## Regionale Sender
| Sendername                 | Senderlogo | Sendergruppe                      | Frei empfang- bar per Hot Bird | Cyfrowy Polsat | nc+ | Orange | Kabel | DVB-T           |
| -------------------------- | ---------- | --------------------------------- | ------------------------------ | -------------- | --- | ------ | ----- | --------------- |
| TV Kielce                  |            | Vectra                            |                                |                |     |        | X     |                 |
| TVC                        |            | ITI-Gruppe MWE                    |                                |                |     |        | X     | X (Lokalsender) |
| ONTV                       |            | Posen                             |                                |                |     |        | X     |                 |
| ONTV Plus                  |            | Posen                             |                                |                |     |        | X     |                 |
| PomeraniaTV                |            | Vectra                            |                                |                |     |        | X     |                 |
| Pomorska.TV                |            | Baltic Media Group                |                                |                |     |        | X     |                 |
| Tawizja HD                 |            | Vasat Sp. z o.o.                  |                                |                |     | X      |       |                 |
| TV Asta                    |            | ASTA                              |                                |                |     |        | X     |                 |
| TV Asta HD                 |            | ASTA                              |                                |                |     | X      |       |                 |
| Telewizja Elbląska         |            | Vectra                            |                                |                |     |        | X     |                 |
| Telewizja Wejherowo        |            | Vectra                            |                                |                |     |        | X     |                 |
| Telewizja Zabrze           |            | Vectra                            |                                |                |     |        | X     |                 |
| TV Bielsko                 |            | Vectra                            |                                |                |     |        | X     |                 |
| TV Kaszuby                 |            | Vectra                            |                                |                |     |        | X     |                 |
| TV Olsztyn                 |            | Vectra                            |                                |                |     |        | X     |                 |
| TVP3 Białystok 1           |            | Telewizja Polska                  |                                |                |     |        | X     | X               |
| TVP3 Bydgoszcz 1           |            | Telewizja Polska                  |                                |                |     |        | X     | X               |
| TVP3 Gdańsk 1              |            | Telewizja Polska                  |                                |                |     |        | X     | X               |
| TVP3 Gorzów Wielkopolski 1 |            | Telewizja Polska                  |                                |                |     |        | X     | X               |
| TVP3 Katowice 1            |            | Telewizja Polska                  |                                |                |     |        | X     | X               |
| TVP3 Kielce 1              |            | Telewizja Polska                  |                                |                |     |        | X     | X               |
| TVP3 Kraków 1              |            | Telewizja Polska                  |                                |                |     |        | X     | X               |
| TVP3 Lublin 1              |            | Telewizja Polska                  |                                |                |     |        | X     | X               |
| TVP3 Łódź 1                |            | Telewizja Polska                  |                                |                |     |        | X     | X               |
| TVP3 Olsztyn 1             |            | Telewizja Polska                  |                                |                |     |        | X     | X               |
| TVP3 Opole 1               |            | Telewizja Polska                  |                                |                |     |        | X     | X               |
| TVP3 Poznań 1              |            | Telewizja Polska                  |                                |                |     |        | X     | X               |
| TVP3 Rzeszów 1             |            | Telewizja Polska                  |                                |                |     |        | X     | X               |
| TVP3 Szczecin 1            |            | Telewizja Polska                  |                                |                |     |        | X     | X               |
| TVP3 Warszawa 1            |            | Telewizja Polska                  |                                | X              | X   | X      | X     | X               |
| TVP3 Wrocław 1             |            | Telewizja Polska                  |                                |                |     |        | X     | X               |
| TVS                        |            | TVS Sp. z o.o.                    | X                              | X              | X   | X      | X     | X (Lokalsender) |
| TVS HD                     |            | TVS Sp. z o.o.                    |                                |                |     |        | X     | X (Lokalsender) |
| TVS HD +1                  |            | TVS Sp. z o.o.                    |                                |                |     |        | X     | X (Lokalsender) |
| TV Siedlce                 |            | Vectra                            |                                |                |     |        | X     |                 |
| TV Słupsk                  |            | Vectra                            |                                |                |     |        | X     |                 |
| TV Suwałki                 |            | Vectra                            |                                |                |     |        | X     |                 |
| TV Strachowice             |            | Vectra                            |                                |                |     |        | X     |                 |
| TVK Winogrady              |            | Posen                             |                                |                |     |        | X     |                 |
| TvmRzeszów                 |            | Vasat Sp. z. o.o.                 |                                |                |     |        | X     |                 |
| TVT                        |            | TVT sp. z o.o.                    |                                |                |     |        | X     | X (Lokalsender) |
| TV Toya                    |            | Toya                              |                                |                |     |        | X     |                 |
| TV Wielkopolska            |            | Konin                             |                                |                |     |        | X     |                 |
| TV Wielkopolska HD         |            | Konin                             |                                |                |     |        | X     |                 |
| Twoja Telewizja Morska     |            | Twoja Telewizja Morska sp. z o.o. |                                |                |     |        | X     |                 |
| WTK                        |            | Posen                             |                                |                |     |        | X     |                 |

## Internetsender
| Sendername         | Senderlogo | Sendergruppe       | Sendestart        | Programmtyp | Live- stream |
| ------------------ | ---------- | ------------------ | ----------------- | ----------- | ------------ |
| Czwórka na Wizji   |            | Polskie Radio      | 18. Januar 2011   | Musik       |              |
| Eska Best Music TV |            | Grupa Radiowa Time | September 2013    | Musik       |              |
| Eska Party TV      |            | Grupa Radiowa Time | Januar 2013       | Musik       |              |
| Eska Rock TV       |            | Grupa Radiowa Time | Mai 2013          | Musik       |              |
| Grammy.tv          |            | Artevision         | 31. Dezember 2011 | Musik       |              |
| Interia TV         |            | Interia            | 4. Juli 2006      | Musik       |              |
| iplaMINI           |            | Redefine           | Oktober 2010      | Kinder      |              |
| iplaSPORT          |            | Redefine           | Oktober 2010      | Sport       |              |
| StartupTV.pl       |            | justCreate         | April 2012        | Design      |              |
| TVP Parlament      |            | Telewizja Polska   | 16. Juni 2011     | Parlament   |              |
| WAWA TV            |            | Grupa Radiowa Time | März 2013         | Musik       |              |